# Propiedad química
Una propiedad química es cualquier propiedad de la materia por la cual cambia de composición.
Cuando se enfrenta una sustancia química a distintos reactivos o condiciones experimentales puede o no reaccionar con ellos. Las propiedades químicas se determinan por ensayos químicos y están relacionadas con la reactividad de las sustancias químicas. Si no experimentan reacciones de descomposición, son elementos químicos y si lo hacen son compuestos químicos.

## Clasificaciones
Las propiedades químicas pueden ser usadas para crear clasificaciones y la identificación de los elementos químicos. Por ejemplo los metales alcalinos reaccionan con el agua para formar hidróxidos; la plata no reacciona con el ácido clorhídrico pero sí con el ácido nítrico; los gases nobles presentan como propiedad la inercia química. Otra propiedad puede ser el comportamiento frente al oxígeno, al calor, etc. 
En cuanto a los compuestos permite clasificarlos de acuerdo a sus funciones químicas y son utilizadas en la nomenclatura química.
Las propiedades químicas pueden ser contrastadas con las propiedades físicas, como el estado de agregación o el punto de fusión, las cuales pueden discernirse sin enfrentar la sustancia a otros reactivos.
Las propiedades físicas y químicas dependen de la estructura química.

## Propiedades químicas de los elementos
Las propiedades químicas de los elementos se determinan haciéndolos reaccionar con el hidrógeno, con el oxígeno o con el agua y describiendo las condiciones (por ejemplo temperatura) en las que la reacción se produce y su velocidad.
Con el hidrógeno forman hidruros que tienen carácter básico para los metales y ácido para los no metales.
Con el oxígeno se combinan en diferentes proporciones para formar óxidos.

## Propiedades de los compuestos químicos
Las diferentes propiedades permiten clasificar a los compuestos inorgánicos en hidruros, óxidos básicos, óxidos ácidos, hidróxidos y oxácidos teniendo en cuenta la disociación, y si se comportan como oxidantes o reductores (ver estado de oxidación).
Las propiedades de los compuestos orgánicos está determinada por la presencia de grupos funcionales y la longitud de la cadena carbonada.